# Acaçá

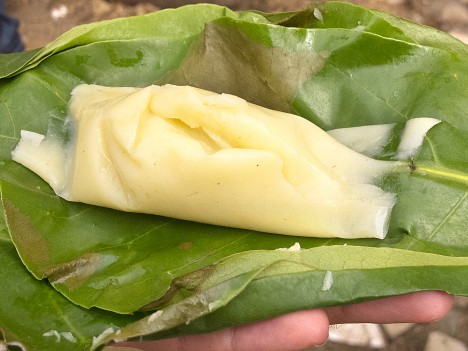

Acaçá (Akasa gelesen) ist ein Erzeugnis der Westafrikanischen Küche. Die teigige Masse wird aus der Stärke von Mais oder Maniok gequollen, zerdrückt und gesiebt, dann fermentiert und gekocht. Das Halbfertigerzeugnis wird in dieser Form gehandelt. Es kann zu Brei, Fladen und Suppen verarbeitet werden und spielt insbesondere als Kinder- und Frühstückskost eine Rolle.
Acaçá wird zu Kugeln geformt als Snack auf den Straßen verkauft, ihr leicht säuerlicher Geschmack ist erfrischend und sättigend. Acaçá fanden mit unverändertem Namen einen Weg aus dem Benin in die Küche Brasiliens, wo sie zu einer bahianischen Spezialität wurden. Sklaven, die in den Kriegen zwischen den Königreichen Abomey und Oyo gefangen genommen wurden, hatten ihre Rezepte mitgebracht. In Brasilien werden Acaçá auch als Beilage zu Eintöpfen und Saucen verwendet.
Im Candomblé-Glauben repräsentiert Acaçá ein Nahrungsmittel, das gleichzeitig den Leib und die Seele sowohl der Götter und Göttinnen als auch der Menschen nährt. Die in grüne Bananenblätter verpackten Stückchen von Acaçá-Paste (ähnlich wie Tamale), symbolisieren den menschlichen Körper.